# Henriette Engbersen
Henriette Engbersen (geboren 1980 in Alphen aan den Rijn, Niederlande) ist eine Fernsehjournalistin und wurde in der Schweiz bekannt als TV-Korrespondentin für das Vereinigte Königreich beim Schweizer Fernsehen und Radio SRF.

## Leben und Werk
Nach ihrem Studium des Journalismus und der Kommunikation an der Zürcher Hochschule für Angewandte Wissenschaften in Winterthur arbeitete sie bei Tele Ostschweiz in St. Gallen. Von 2008 bis 2013 war sie Korrespondentin für das Schweizer Radio und Fernsehen (SRF) in der Ostschweiz. 2013 bis 2016 arbeitete sie als Redaktorin für die Tagesschau (SRF). 2016 schloss sie ein Masterstudium an der ZHDK in Visueller Kommunikation ab. Von 2017 bis 2022 war sie SRF-Auslandkorrespondentin in London. Seit 2022 arbeitet Engbersen in der Privatwirtschaft als Executive Searcherin.

## Publikationen
- Wie weiter in Grossbritannien? Das sind die möglichen Szenarien im Brexit-Chaos.
- Dokumentation schlägt Wellen. Labour – eine Partei von Antisemiten?
- Tunnelbau in Stonehenge. Der Zorn der Hexen und Druiden.
- Anschlag in Manchester. Eine Stadt in Trauer – das Protokoll zum Nachlesen.